# Wilfred Jackson
Wilfred Jackson (Chicago, 24 de gener de 1906 - Newport Beach, 7 d'agost de 1988) va ser un animador, arranjador, compositor i director estatunidenc conegut pel seu treball a les sèries de dibuixos animats Mickey Mouse i Silly Symphonies i el segment Night on Bald Mountain/Ave Maria de Fantasia de Walt Disney Productions. També va ser fonamental en el desenvolupament del sistema amb el qual Disney va afegir música i so a Steamboat Willie, el primer dibuix animat de Mickey Mouse .
Diversos dels curts de Silly Symphony que va dirigir, inclòs The Old Mill (1937), van guanyar premis de l'Acadèmia durant la dècada de 1930. Començant amb La Blancaneus i els set nans el 1937, va dirigir seqüències de moltes de les principals animacions de Disney fins a La dama i el rodamón el 1955, incloses totes les seqüències animades de Song of the South (1946). Més tard es va traslladar a la televisió, produint i dirigint la sèrie Disneyland de Disney. Després de continus problemes de salut, es va jubilar el 1961. Jackson va morir als 82 anys el 1988.
Jackson va assistir a l'Otis Art Institute (ara anomenat Otis College of Art and Design) a la dècada de 1920.

## Filmografia
| Any       | Títol                                                    | Crèdits |
| --------- | -------------------------------------------------------- | --- |
| 1937      | La Blancaneus i els set nans                             | Director de seqüències |
| 1940      | Pinotxo                                                  | Director de seqüències |
| 1940      | Fantasia                                                 | Director - Segment "Una nit a la Muntanya Pelada/Ellens dritter Gesang"                                                                                           |
| 1941      | Dumbo                                                    | Director de seqüències |
| 1943      | Saludos Amigos (curt)                                    | Director de seqüències |
| 1946      | A Feather in His Collar (curt)                           | Director |
| 1946      | Song of the South                                        | Director de dibuixos animats |
| 1948      | Melody Time                                              | Director de dibuixos animats - Segment Johnny Appleseed |
| 1950      | La Ventafocs                                             | Director |
| 1951      | Alícia al país de les meravelles                         | Director |
| 1953      | Peter Pan                                                | Director |
| 1955      | La dama i el rodamón                                     | Director |
| 1955      | Dateline: Disneyland (documental especial de televisió)  | Director |
| 1954-1959 | The Magical World of Disney (sèrie de televisió)         | Ell mateix - 1 episodi / director - 9 episodis / director de segment - 2 episodis / director de seqüències - 1 episodi / director de dibuixos animats - 1 episodi |
| 1992      | The Music of Disney: A Legacy in Song (vídeo documental) | Intèrpret: "Turkey in the Straw" |
| 2002      | American Legends (vídeo)                                 | Director - Segment Johnny Appleseed |